# Poreklo jezika
Evolutivni nastanak jezika kod ljudske vrste je tema spekulacija već nekoliko vekova. Ova tema je teška za izučavanje zbog nedostatka direktnih dokaza. Shodno tome, naučnici koji žele da proučavaju poreklo jezika moraju da izvlače zaključke iz drugih vidova dokaznog materijala kao što su fosili, arheološki nalazi, savremena raznovrsnost jezika, studije usvajanja jezika i poređenje ljudskog jezika i sistema komunikacije među životinjama (naročito drugim primatima). Mnogi smatraju da je poreklo jezika u tesnoj vezi sa poreklom modernog ljudskog ponašanja, ali nema slaganja u vezi sa implikacijama i pravcem u kome ta veza treba da ide.
Nedostatak empirijskih dokaza naveo je u prošlosti mnoge naučnike na mišljenje da je čitava ova tema neprikladna za ozbiljno izučavanje. Godine 1866, Parisko lingvističko društvo zabranilo je sve aktuelne ili buduće rasprave o ovoj temi i ta zabrana je imala uticaj na veliki deo zapadnog sveta sve do kraja 20. veka. Danas postoje različite hipoteze o tome kako, zašto, kada i gde je jezik nastao. Uprkos tome, jedva da postoji nešto veće slaganje nego pre sto godina, kada je Darvinova teorija evolucije pomoću prirodnog odabiranja izazvala epidemiju spekulacija iz fotelje na ovu temu.
Od '90-tih godina XX veka, međutim, veći broj lingvista, arheologa, psihologa, antropologa i drugih stručnjaka pokušava da upotrebi nove metode za rešavanje ovog, po nekima, jednog od najtežih problema u nauci.

## Pristupi
Prema pretpostavkama koje stoje u njihovoj osnovi, pristupi proučavanju porekla jezika mogu se podeliti na:
- "Teorije kontinuiteta" - zasnovane na činjenici da jezik pokazuje toliku složenost da se ne može zamisliti da je jednostavno nastao ni iz čega u svom konačnom obliku; prema tome, on mora da je evoluirao iz ranijih prelingvističkih sistema kod naših predaka primata.
- "Teorije diskontinuiteta" imaju suprotan pristup - da se jezik, kao jedinstveno svojstvo koje se ne može porediti ni sa jednim poznatim svojstvom drugih vrsta, najverovatnije pojavio prilično iznenadno tokom ljudske evolucije.
- Neke teorije vide jezik kao pretežno urođenu sposobnost - koja je u najvećoj meri genetski kodirana.
- Druge teorije smatraju jezik za pretežno kulturni sistem - naučen kroz društvenu interakciju.

Noam Čomski, jedan od istaknutih zastupnika teorije diskontinuiteta, smatra da je jednom slučajnom mutacijom kod jedne jedinke pre oko 100.000 godina nastala jezička sposobnost (komponenta srednjeg mozga) u "savršenom" ili "skoro savršenom" obliku. Većina lingvista u 2018. godini zastupa teorije koje se zasnivaju na kontinuitetu, ali se razlikuju po tome kako vide jezički razvoj. Oni koji smatraju da je jezik pretežno urođen - na primer, Stiven Pinker - izbegavaju spekulacije o konkretnim prethodnicima kod drugih primata, ističući jednostavno da je jezička sposobnost verovatno evoluirala na uobičajen postepen način. Drugi iz ovog naučnog polja - naročito Ib Ulbæk - stoje na stanovištu da jezik nije evoluirao iz komunikacije primata već iz njihove kognicije, što je znatno složenije.
Oni koji vide jezik kao društveno naučeno sredstvo komunikacije, kao npr. Majkl Tomaselo, smatraju da se on razvio od kognitivno kontrolisanih aspekata komunikacije primata, koji su uglavnom gestovni za razliku od glasovnih. Što se tiče glasovnih prethodnika, mnogi zastupnici teorije kontinuiteta smatraju da se jezik razvio iz ljudskog kapaciteta za pesmu.
Prevazilazeći podelu kontinuitet-diskontinuitet, neki naučnici vide nastanak jezika kao neku vrstu društvene transformacije koja je, generišući veći nivo društvenog poverenja nego ikada pre toga, oslobodila genetski potencijal za jezičku kreativnost koji je pre toga bio uspavan. "Teorija koevolucije rituala i govora" primer je ovog pristupa. Naučnici iz ove oblasti ukazuju na činjenicu da čak i šimpanze i bonobo šimpanze imaju latentne simboličke kapacitete koje retko - pitanje da li i uopšte - koriste u divljini. Budući protiv ideje o naprasnoj mutaciji, ovi autori smatraju da čak i u slučaju da je slučajnom mutacijom nastao jezički organ kod dvonožnog primata, on bi bio adaptivno beskoristan u svim društvenim okolnostima poznatih primata. Neka vrlo specifična društvena struktura - sposobna da održi neuobičajeno visok nivo društvene odgovornosti i poverenja - morala je da evoluira pre ili istovremeno sa jezikom da bi se oslonila na "nepouzdane signale" (reči) kao evoluciono stabilnu strategiju.
Budući da pojava jezika seže tako davno u ljudsku preistoriju, o njegovom razvoju nema direktnih istorijskih tragova; niti se uporedivi procesi mogu posmatrati danas. Uprkos tome, pojava novih jezika u moderno vreme - Nikaragvanski znakovni jezik, na primer - potencijalno može pružiti uvid u razvojne nivoe i kreativne procese koji su tu nužno uključeni. Drugi pristup podrazumeva pregledanje ljudskih fosila i traženje u njima tragova fizičke adaptacije na upotrebu jezika. U nekim slučajevima, kada se može dobiti DNK davno umrlih ljudi, prisustvo ili odsustvo gena koji se smatraju važnim za jezik - FOXP2, na primer - može se pokazati kao informativno. Još jedan pristup, ovog puta arheološki, podrazumeva pozivanje na simboličko ponašanje (kao što je ponavljana ritualna aktivnost) koje može ostaviti arheološki trag - kao na primer korišćenje pigmenta okera za crtanje po telu - i razvijanje teorijskih argumenata koji će opravdati uticaj simbolizma generalno na jezik.
Vremenski raspon evolucije jezika i/ili njegovih anatomskih preduslova proteže se, barem u načelu, od filogenetskog odvajanja roda Homo (pre 2,3 do 2,4 miliona godina) od roda Pan (pre 5 do 6 miliona godina) do nastanka punog bihejvioralnog moderniteta pre oko 50.000 - 150.000 godina. Neki naučnici pretpostavljaju da su se primitivni sistemi komunikacije nalik jeziku (prajezik) razvili još kod Homo habilisa, dok drugi smeštaju razvoj simboličke komunikacije u period Homo erectusa (pre 1,8 miliona godina) ili Homo heidelbergensisa (pre 0,6 miliona godina), a razvoj pravog jezika u period Homo sapiensa, odnosno, prema trenutnim procenama, u period pre nešto manje od 200.000 godina.
Koristeći statističke metode u proceni vremena potrebnog za dostizanje sadašnje rasprostranjenosti i raznolikosti modernih jezika, Johana Nikols (Johanna Nichols) - lingvista na Univerzitetu Kalifornije, Berkli (Berkeley) - iznela je 1998. godine stav da su jezici kod naše vrste najverovatnije počeli da se razvijaju u različitim pravcima pre najmanje 100.000 godina. U jednom kasnijem istraživanju, K. D. Atkinson (Q. D. Atkinson)  iznosi mišljenje da su počela da se javljaju uska grla populacije kada su naši afrički preci migrirali u druge oblasti, što je dovelo do smanjenja genetske i fenotipske raznolikosti. Atkinson tvrdi da su ova uska grla takođe uticala na kulturu i jezik, i smatra da što je jedan jezik udaljeniji od Afrike, to on ima manje fonema. Uz prisustvo dokaza, Atkinson tvrdi da današnji afrički jezici imaju relativno veliki broj fonema, dok ih jezici iz oblasti Okeanije (poslednja mesta na koja su ljudi migrirali) imaju relativno malo. Oslanjajući se u velikoj meri na Atkinsonov rad, u jednoj kasnijoj studiji ispituje se stopa kojom se foneme prirodno razvijaju, i ova stopa se poredi sa nekim od najstarijih afričkih jezika. Rezultati govore da je jezik nastao pre 50.000-150.000 godina, što je otprilike vreme nastanka modernog Homo sapiensa. Procene ove vrste nisu opšteprihvaćene, ali genetski, arheološki, paleontološki i mnogi drugi podaci skupa ukazuju da je jezik verovatno nastao negde u subsahrskoj Africi, u srednjem kamenom dobu, otprilike u vreme formiranja vrste Homo sapiens.

## Hipoteze o poreklu jezika

### Prvobitne spekulacije
Godine 1861, istorijski lingvista Maks Miler (Max Müller) objavio je spisak teorija o poreklu govornog jezika:
- Bau-vau (bow-wow) ili teorija oponašanja. Prema bau-vau teoriji ili teoriji kukavice, koju je Miler pripisivao nemačkom filozofu Johanu Gotfridu Herderu, prvobitne reči su bile imitacije krikova životinja i ptica.
- Pu-pu (pooh-pooh) ili teorija uzvika. Prema pu-pu teoriji, prve reči su bile emocionalni usklici i krici podstaknuti osećanjima bola, zadovoljstva, iznenađenja itd.
- Ding-dong ili nativistička teorija. Miler je postavio ovu teoriju, prema kojoj sve stvari imaju prirodnu rezonancu koju je čovek imitirao u svojim prvobitnim rečima.
- Jo-he-ho (yo-he-ho) teorija. Ova teorija tvrdi da je jezik nastao iz kolektivnog ritmičnog rada, u pokušaju da se sinhronizuju zajedničke fizičke radnje.
- Ta-ta teorija. Ova teorija nije bila na spisku Maksa Milera. Predložio ju je 1930. godine ser Ričard Pedžet.[33] Prema ovoj teoriji, ljudi su proizvodili prvobitne reči pokretima jezika kojima su imitirali fizičke gestove.

Većina naučnika danas smatra da su ovakve teorije ne toliko pogrešne - one povremeno pružaju periferne uvide - koliko naivne i irelevantne. Problem je što su usko mehanističke. One pretpostavljaju da se jezik, u trenutku kad su naši preci slučajno našli prikladne ingeniozne mehanizme za povezivanje zvukova sa značenjem, automatski razvio i promenio.

### Problemi pouzdanosti i obmane
Iz perspektive teorije signaliziranja, glavna prepreka evoluiranju jezičke komunikacije u prirodi nije mehanističke prirode. Tu prepreku pre predstavlja činjenica da su simboli - arbitrarna povezivanja zvukova ili drugih perceptibilnih oblika sa odgovarajućim značenjima - nepouzdani i mogu biti lažni. Kako engleska izreka kaže: reči su jeftine (words are cheap). Ni Darvin ni Miler, kao ni drugi rani teoretičari evolucije, nisu prepoznali problem pouzdanosti.
Glasovni signali životinja su, uglavnom, urođeno pouzdani. Kad mačka prede, taj signal predstavlja direktan dokaz njenog stanja zadovoljstva. Mi verujemo tom signalu, ne zato što je mačka sklona iskrenosti, već zato što ona jednostavno ne ume da falsifikuje taj zvuk. Vokalnim oglašavanjima primata je možda malo lakše manipulisati, ali oni ostaju pouzdani iz istog razloga - jer ih je teško falsifikovati. Društvena inteligencija primata je "makijavelistička" - egoistička i nesputana moralnim skrupulama. Majmuni i čovekoliki majmuni često pokušavaju da obmanu jedni druge, dok su u isto vreme stalno na oprezu da i sami ne postanu žrtve obmane. Paradoksalno, razvijaju se teorije o tome da je otpornost primata na obmanu ono što blokira evoluiranje njihovih sistema signala u jezik. Jezik je isključen jer je najbolji način da se zaštite od obmane taj da ignorišu sve signale osim onih koji se u trenutku mogu proveriti. Reči automatski padaju na tom testu.
Reči je lako falsifikovati. Ako se ispostavi da su lažne, slušaoci će se adaptirati tako što će ih ignorisati i umesto njih dati prednost znacima koje je teško falsifikovati. Prema tome, da bi jezik funkcionisao, slušaoci moraju biti sigurni da su im sagovornici iskreni. Neobična osobina jezika je "izmeštena referentnost", što znači - upućivanje na teme koje su izvan dometa opažanja u trenutnoj govornoj situaciji. Ova osobina onemogućava da iskazi budu provereni u "sada" i "ovde". Iz tog razloga, jezik pretpostavlja relativno visok nivo međusobnog poverenja kako bi bio ustanovljen kroz vreme kao evoluciono stabilna strategija. Ova stabilnost se rađa iz dugotrajnog međusobnog poverenja i ona obezbeđuje autoritet jeziku. Teorija o poreklu jezika, prema tome, mora da objasni zašto su ljudi mogli da počnu da veruju nepouzdanim signalima na način na koji druge životinje to očigledno ne mogu.

#### Hipoteza "maternjih jezika"
Hipoteza "maternjih jezika" je postavljena 2004. godine kao moguće rešenje ovog problema. Tekumse Fič (W. Tecumseh Fitch) je izneo ideju da darvinistički princip 'rodbinske selekcije' - podudaranje genetskih interesa rođaka - može biti deo odgovora. Fič pretpostavlja da su jezici prvobitno bili "maternji jezici". Ako se jezik razvio zbog komunikacije između majki i njihovih bioloških potomaka - proširujući se kasnije kako bi uključio i odrasle rođake - interesi govornika i slušalaca bi se podudarili. Fič smatra da bi zajednički genetski interesi doveli do dovoljne mere poverenja i kooperacije tako da suštinski nepouzdani signali - reči - budu prihvaćeni kao pouzdani i počnu da evoluiraju.
Kritičari ove teorije ističu da rodbinska selekcija nije prisutna samo kod ljudi. Majke drugih vrsta primata takođe dele gene sa svojim potomstvom, kao i sve druge životinje, pa zašto onda samo ljudi govore? Osim toga, teško je verovati da su prvobitni ljudi ograničili jezičku komunikaciju samo na rodbinu: tabu incesta je sigurno naterao muškarce i žene da stupaju u interakciju i komuniciraju sa udaljenijim rođacima. Tako da, čak i ako prihvatimo Fičove početne premise, ekstenzija postavljenih mreža "maternjih jezika" sa bliskih rođaka na daleke rođake ostaje neobjašnjena. Fič tvrdi, međutim, da produženi period fizičke nezrelosti ljudske dece i postnatalni rast ljudskog mozga daju odnosu čovek-dete drugačiji i duži period međugeneracijske zavisnosti nego što je to slučaj sa bilo kojom drugom vrstom.

#### Hipoteza "obaveznog recipročnog altruizma"
Ib Ulbæk se poziva na još jedan standardni darvinistički princip—'recipročni altruizam'—da bi objasnio neuobičajeno visok nivo intencionalne iskrenosti neophodne da bi se jezik razvio. 'Recipročni altruizam' se može izraziti kao princip: ako pomogneš ti meni, pomoći ću i ja tebi. Lingvistički bi to značilo: ako mi govoriš istinu, i ja ću tebi govoriti istinu. Obični darvinistički recipročni altruizam je, kako ističe Ulbaek, odnos koji se uspostavlja između pojedinaca koji imaju učestalu interakciju. Da bi jezik preovladao u celokupnoj zajednici, međutim, neophodni reciprocitet bi trebalo da se sprovede generalno, umesto da bude prepušten individualnom izboru. Ulbaek zaključuje da je za razvoj jezika, društvo kao celina moralo da podlegne moralnoj regulaciji.
Kritičari ističu da ova teorija ne objašnjava kada, kako, zašto i ko je uopšte mogao da sprovede 'obavezni recipročni altruizam'. Ponuđeni su razni predlozi za ispravljanje ovog nedostatka. Još jedna kritika kaže da jezik inače ne funkcioniše na osnovu recipročnog altruizma. Ljudi, u grupama u kojima međusobno razgovaraju, ne uskraćuju informacije onima od kojih verovatno neće dobiti korisne informacije zauzvrat. Naprotiv, oni žele da objave svetu da imaju pristup društveno relevantnim informacijama, emitujući ih bez očekivanja reciprociteta od strane bilo koga ko će ih saslušati.

#### Hipoteza ogovaranja i timarenja
Prema knjizi Robina Danbara (Robin Dunbar) - Timarenje, ogovaranje i evolucija jezika, ogovaranje je za ljude koji žive u grupi isto što i međusobno timarenje za druge primate - ono omogućava pojedincima da održavaju odnose, održavajući time svoje saveze sa drugima, prema principu: ako pomogneš ti meni, pomoći ću i ja tebi. Danbar tvrdi da je, kada su ljudi počeli da žive u sve većim društvenim grupama, zadatak timarenja svih prijatelja i poznanika počeo da oduzima toliko mnogo vremena, da je postao neostvariv. Kao odgovor na ovaj problem, ljudi su razvili "jeftinu i ultraefikasnu formu timarenja" - glasovno timarenje. Da bi saveznici bili zadovoljni, čovek sada treba da ih "timari" samo pomoću "jeftinih" glasovnih zvukova, opslužujući više saveznika u isto vreme, dok su ruke slobodne za obavljanje drugih zadataka. Glasovno timarenje je potom evoluiralo u glasovni jezik - prvobitno u obliku "ogovaranja". Danbarova hipoteza je podržana činjenicom da struktura jezika pokazuje adaptacije na funkciju naracije generalno.
Kritičari ove teorije ističu da bi sama efikasnost "glasovnog timarenja" - činjenica da su reči tako jeftine - podrila njegov kapacitet za signaliziranje obaveze koja je prenošena pomoću dugotrajnog i "skupog" manuelnog timarenja. Druga kritika kaže da teorija ne čini ništa da objasni ključni prelaz sa glasovnog timarenja - proizvodnje prijatnih ali besmislenih zvukova - na kognitivne kompleksnosti sintaksičkog jezika.

#### Koevolucija rituala i govora
Teoriju koevolucije rituala i govora je prvi postavio socijalni antropolog Roj Rapaport pre nego što su je razradili antropolozi poput Krisa Najta, Džeroma Luisa, Nika Enfilda, Kamile Pauer и Ijana Votsa. Kognitivni naučnik i inženjer robotike Luk Stils je još jedan istaknuti pobornik ovog opšteg pristupa, kao i biološki antropolog/neuronaučnik Terens Dikon.
Ovi naučnici tvrde da ne može postojati "teorija o poreklu jezika". To je zbog toga što jezik ne predstavlja posebnu adaptaciju, već unutrašnji vid nečeg mnogo šireg - konkretno, ljudske simboličke kulture u celini. Pokušaji da se jezik objasni nezavisno od ovog šireg konteksta bili su izrazito neuspešni, kažu ovi naučnici, jer su bili usmereni na problem koji nema rešenje. Možemo li zamisliti istoričara koji pokušava da objasni pojavu kreditnih kartica nezavisno od šireg sistema čiji su one sastavni deo? Korišćenje kreditne kartice ima smisla samo ako imate bankovni račun koji je institucionalno priznat u okviru određenog naprednog kapitalističkog društva - takvog gde su elektronske komunikacione tehnologije i digitalni kompjuteri prethodno izmišljeni, a prevare mogu da se otkriju i spreče. Prilično slično tome, jezik ne bi funkcionisao izvan specifičnog širokog skupa društvenih mehanizama i institucija. Na primer, on ne bi funkcionisao kod čovekolikog majmuna koji komunicira sa drugima u divljini. Čak ni najpametniji čovekoliki majmun ne bi mogao da učini da jezik funkcioniše pod takvim uslovima.
Pristalice ove škole mišljenja ukazuju na činjenicu da su reči jeftine. Kao digitalne halucinacije , one su suštinski nepouzdane. Ako bi neki naročito pametni čovekoliki majmun ili čak i grupa majmuna sposobnih da govore pokušali da koriste reči u divljini, one ne bi imale uverljivost. Vokalizacije primata koje nose u sebi uverljivost - one koje oni koriste - razlikuju se od reči u tome što su emocionalno ekspresivne, suštinski imaju značenje i pouzdane su jer su relativno "skupe" i teško ih je falsifikovati.
Jezik se sastoji od digitalnih kontrasta čija je cena u osnovi nula. Kao čisto društvene konvencije, signali ovog tipa ne mogu evoluirati u darvinističkom društvenom svetu - oni su teoretski nemogući. S obzirom da je suštinski nepouzdan, jezik funkcioniše samo ako se može povećati reputacija verodostojnosti u određenom društvu - naime, onom gde se simboličke kulturne činjenice (neki ih nazivaju "institucionalne činjenice") mogu uspostaviti i održati pomoću kolektivne društvene podrške. U svakom društvu lovaca-sakupljača, osnovni mehanizam za uspostavljanje poverenja u simboličke kulturne činjenice je kolektivni ritual. Prema tome, zadatak sa kojim se suočavaju istraživači je u većoj meri multidisciplinaran nego što se to obično pretpostavlja. On uključuje razmatranje evolutivne pojave ljudske simboličke kulture u celini, sa jezikom kao važnom ali ipak dodatnom komponentom.
Jedan od kritičara ove teorije je i Noam Čomski, koji je naziva hipotezom "nepostojanja" - poricanjem samog postojanja jezika kao predmeta proučavanja prirodnih nauka. Lična teorija Čomskog je da se jezik pojavio u trenutku i u savršenom obliku, navodeći svoje kritičare da uzvrate da se samo nešto što ne postoji - teorijski konstrukt ili zgodna naučna fikcija - može pojaviti na tako čudesan način. Ova kontroverza ostaje nerešena.

### Otpornost kulture oruđa i gramatika kod prvobitnog Homo-a
Iako je moguće imitirati pravljenje oruđa kao što je ono koje je pravio prvobitni Homo u uslovima demonstracije, istraživanje kultura oruđa primata pokazuju da su neverbalne kulture podložne posledicama promene životne sredine. Naročito, ako prirodna sredina u kojoj neka veština može da se koristi nestane na duži vremenski period od životnog veka čovekolikog majmuna ili prvobitnog čoveka, ta veština će nestati ako je kultura imitativna i ne-verbalna. Poznato je da šimpanze, makakiji i majmuni kapucineri gube tehniku korišćenja alatki u takvim okolnostima. Istraživači ranjivosti kulture primata, prema tome, tvrde da s obzirom da su prvobitne ljudske vrste unatrag sve do Homo habilisa zadržale svoje kulture korišćenja alatki uprkos mnogobrojnim ciklusima klimatskih promena u trajanju od nekoliko stotina godina do jednog milenijuma, one su dovoljno razvile jezičke sposobnosti da bi mogle verbalno da opišu kompletne procedure, i prema tome gramatike, a ne samo prajezik zasnovan na nizovima od dve reči. 
Teoriju da su prvobitne vrste roda Homo dovoljno razvile mozak za gramatiku takođe podržavaju istraživači koji proučavaju razvoj mozga kod dece, i oni primećuju da se gramatika razvija dok su veze u mozgu još uvek na znatno nižem nivou nego kod odraslih. Ovi istraživači smatraju da ti sniženi sistemski zahtevi za gramatički jezik čine mogućim činjenicu da je rod Homo imao gramatiku uz značajno slabije veze u mozgu od Homo sapiensa i da kasniji koraci u evoluciji ljudskog mozga nisu imali veze sa jezikom.

### Strukturalistička teorija
Strukturalna lingvistika je pristup u proučavanju jezika čiji je začetnik Ferdinand de Sosir i popularizovana je posthumnim izdavanjem njegove knjige Kurs opšte lingvistike (1916).
Prema strukturalnom antropologu Klodu Levi-Strosu, nasuprot "znanju, koje se razvija polako i progresivno", jezik i značenje su se verovatno pojavili odjednom:
Koje god da su bile okolnosti i vreme nastanka jezika u toku razvoja životinjskog sveta, on je mogao da nastane samo odjednom. Stvari nisu mogle da počnu da dobijaju značenje postepeno. Pošto se desila transformacija, koja nije predmet proučavanja društvenih nauka, već biologije i psihologije, dogodila se promena iz stanja u kome ništa nije imalo značenje u stanje u kome sve ima značenje.
Levi-Strosova hipoteza je neophodna posledica Sosirovog viđenja jezika kao formalnog sistema različitih elemenata: ako označivač samo dobija značenje putem razlikovanja od drugih označivača, onda hipotetički "prvi označivač" uvek implicira još jednog označivača ("sve drugo" ili "ostatak svemira") od kog se prvi označivač razlikuje. Prema tome, jezik je, prema strukturalizmu, morao da se pojavi odjednom, a ne postepeno, jer ne može postojati polu-jezik.

### Teorija Čomskog o jednom koraku
Prema teoriji Čomskog o jednoj mutaciji, pojava jezika je ličila na formiranje kristala; sa digitalnom beskonačnošću kao klica kristala u super-zasićenom mozgu primata, na rubu sazrevanja u ljudski mozak, pomoću fizičkog zakona, pošto je evolucija dodala jednu malu ali ključnu prekretnicu. Dok neki ističu da iz ove teorije sledi da se jezik pojavio prilično iznenadno u toku ljudske evolucije, Čomski, zajedno sa kompjuterskim lingvistom i informatičarem Robertom Bervikom, ističe da je to potpuno kompatibilno sa modernom biologijom. Oni primećuju da "nijedno od novih objašnjenja ljudskog jezika ne objašnjava potpuno pomeranje sa konvencionalnog Darvinizma na njegovu punu stohastičku modernu verziju - konkretno, da se stohastički efekti javljaju ne samo zbog nasumičnog uzorka, već i zbog usmerene stohastičke varijacije u fizičkoj sposobnosti, migraciji i sposobnosti nasleđivanja - u stvari, sve "sile" koje utiču na individualne ili genetske učestalosti... Sve to može da utiče na evolutivne ishode - ishode koji, koliko možemo da primetimo, nisu izneti u novim knjigama o evoluciji jezika, pa ipak bi se odmah pojavili u slučaju bilo kakve nove genetske ili pojedinačne inovacije, tačno onakav scenario kakav bi verovatno bio u igri kada govorimo o nastanku jezika."
Citirajući evolucionog genetičara Svantea Paba (Svante Pääbo), oni se slažu da je znatna razlika morala postojati da bi se Homo sapiens diferencirao od Neandertalca kako bi se "pokrenulo nezaustavljivo širenje naše vrste koja nikada ranije nije prešla otvoreno more da bi izašla iz Afrike, a onda naselila celu planetu za samo par desetina hiljada godina... Mi ne vidimo nikakvu "postepenost" u tehnologiji novih alata ili inovacijama kao što su vatra, skloništa ili simbolička umetnost." Bervik i Čomski stoga tvrde da je jezik nastao otprilike pre 200.000 do 60.000 godina (između dolaska prvih anatomski modernih ljudi u južnu Afriku i poslednjeg egzodusa iz Afrike). "Znači, ostaje nam 130.000 godina, ili približno 5.000 - 6.000 generacija, za evolutivnu promenu. To se nije dogodilo 'preko noći, u jednoj generaciji', kao što neki (netačno) zaključuju - ali nisu u pitanju ni geološki eoni. To je otprilike vreme koje Nilson i Pelger (1994) procenjuju kao vreme potrebno za punu evoluciju oka kičmenjaka iz jedne ćelije, čak i bez pozivanja na evolucione razvojne efekte."

### Gestovna teorija
Gestovna teorija kaže da se ljudski jezik razvio iz gestova koji su korišćeni za jednostavnu komunikaciju.
Dve vrste dokaza idu u prilog ovoj teoriji.
1. Gestovni jezik i govorni jezik zavise od sličnih nervnih sistema. Regije u moždanom korteksu koje su odgovorne za pokrete usta i ruku graniče se jedna s drugom.
2. Ne-ljudski primati mogu koristiti gestove ili simbole barem za primitivnu komunikaciju, a neki od njihovih gestova podsećaju na ljudske, kao što je gest traženja "da vam neko da nešto", sa ispruženim rukama, koji koriste šimpanze isto kao i ljudi.[76]

Istraživanje je našlo jaku podršku za ideju da glasovni i znakovni jezik zavise od istih nervnih struktura. Pacijenti koji su koristili znakovni jezik, a koji su imali povredu leve hemisfere, imali su isti poremećaj svog znakovnog jezika kao i pacijenti sa glasom svog glasovnog jezika. Drugi istraživači su pronašli da su iste regije leve hemisfere aktivne tokom korišćenja znakovnog jezika kao i tokom korišćenja glasovnog ili pisanog jezika.
Gestikulacija primata je barem delom genetska: razne vrste ne-ljudskih čovekolikih majmuna će izvoditi gestove karakteristične za njihovu vrstu, čak i ako nikad nisu videli drugog majmuna kako izvodi taj gest. Na primer, gorile se udaraju u grudi. To pokazuje da su gestovi urođen i važan deo komunikacije primata, što ide u prilog ideji da se jezik razvio iz gestova.
Još neki dokazi ukazuju na to da su gest i jezik povezani. Kod ljudi, manuelna gestikulacija ima uticaja na simultane vokalizacije, kreirajući određene prirodne glasovne asocijacije na manuelne aktivnosti. Šimpanze pomiču usne dok obavljaju fine motorne radnje. Ovi mehanizmi su možda odigrali evolucionu ulogu u omogućavanju razvoja intencionalne glasovne komunikacije kao zamene za gestovnu komunikaciju. Glasovna modulacija je mogla biti podstaknuta prethodno postojećim manuelnim radnjama.
Tu je takođe i činjenica da, od detinjstva, gestovi dopunjuju i predviđaju govor. To upućuje na ideju da se gestovi kod ljudi brzo menjaju od samo sredstva za komunikaciju (od vrlo ranog uzrasta) u zamensko i predvidivo ponašanje koje koristimo uprkos tome što umemo da komuniciramo verbalno. Ovo takođe služi i kao paralela ideji da su se gestovi razvili prvi, a jezik se potom nadogradio na njih.
Ponuđena su dva moguća scenarija što se tiče razvoja jezika ,od kojih jedan ide u prilog gestovnoj teoriji:
1. Jezik se razvio iz usklika naših predaka.
2. Jezik je izveden iz gestova.

Prvo gledište, da je jezik nastao iz usklika naših predaka, izgleda logično jer i ljudi i životinje proizvode zvukove ili krike. Jedan evolucioni razlog za pobijanje toga je taj da je, anatomski, centar koji kontroliše usklike kod majmuna i drugih životinja lociran u potpuno različitom delu mozga od čoveka. Kod majmuna, ovaj centar se nalazi u delu mozga koji je povezan sa emocijama. U ljudskom sistemu, on se nalazi u oblasti koja nije u vezi sa emocijama. Ljudi mogu da komuniciraju jednostavno da bi komunicirali - bez emocija. Tako da, anatomski, ovaj scenario ne funkcioniše. Prema tome, pribegavamo ideji da je jezik izveden iz gestova (prvo smo komunicirali gestovima, a zvuk je pridodat kasnije).
Važno pitanje za gestovne teorije je zbog čega je došlo do prelaska na vokalizaciju. Predložena su različita objašnjenja:
1. Naši preci su počeli da koriste sve više alata, što znači da su im ruke bile zauzete i nisu više mogli da ih koriste za gestikulaciju.[83]
2. Mauelna gestikulacija zahteva da govornici i slušaoci vide jedni druge. U mnogim situacijama, oni možda imaju potrebu da komuniciraju, čak i bez vizuelnog kontakta - na primer kad padne mrak ili lišće onemogući vidljivost.
3. Prema kombinovanoj teoriji, rani jezik je dobio oblik koji je predstavljao delom gestove, a delom glasovni mimezis, kombinujući modalitete jer su svi signali (kao oni koje koriste ne-ljudski čovekoliki majmuni i majmuni) još uvek morali da budu "skupi" da bi bili intrinzično ubedljivi. U tom slučaju, svako multi-medijalno izlaganje je trebalo ne samo da otkloni nesigurnost u shvatanju nameravanog značenja već i da probudi poverenje u pouzdanost tog signala. Smatra se da je, tek kada su stupile na snagu konvencije prihvaćene širom zajednice, [84]moglo automatski da se pretpostavi poverenje u komunikativne namere, omogućavajući na kraju Homo sapiensu da pređe na efikasniji podrazumevani format. S obzirom da su distinktivne osobine glasa (zvukovni kontrasti) idealni za tu svrhu, tek se u tom trenutku - kada intrinzično ubedljivi govor tela nije više bio potreban da bi se prenela svaka poruka - desio konačni prelazak od manuelnih gestova na naše današnje primarno oslanjanje na govorni jezik.[68][41][85]

Jedna slična hipoteza kaže da su u 'artikulisanom' jeziku, gestovi i vokalizacije urođeno povezani, s obzirom da je se jezik razvio iz jednako urođenog plesa i pesme.
Ljudi još uvek koriste manuelne i facijalne gestove kad govore, naročito kad se sretnu ljudi koji nemaju zajednički jezik. Postoji, naravno, i veliki broj znakovnih jezika koji se još uvek koriste, koji se obično povezuju sa zajednicama gluvih osoba. Ovi znakovni jezici su jednaki po složenosti, sofisticiranosti i ekspresivnoj moći bilo kom govornom jeziku. Kognitivne funkcije su slične, kao i delovi mozga koji se koriste. Glavna razlika je u tome da se "foneme" proizvode izvan tela i artikulišu se pomoću ruku, tela i izraza lica, a ne unutar tela pomoću jezika, zuba, usana i daha. 
Kritičari gestovne teorije ističu da je teško navesti ozbiljne razloge zašto bi prvobitna glasovna komunikacija zasnovana na visini glasa (koja je prisutna kod primata) bila napuštena u korist mnogo manje efikasne ne-glasovne, gestovne komunikacije. Majkl Korbalis (Michael Corballis), međutim, ističe da se pretpostavlja da glasovna komunikacija primata (kao što su krici upozorenja) ne može svesno da se kontroliše, za razliku od pokreta ruku, i prema tome nije verodostojni prethodnik ljudskog jezika; vokalizacija primata u priličnoj meri odgovara nevoljnim refleksima (povezanim sa osnovnim ljudskim emocijama) kao što su vrisak ili smeh (činjenica da oni ne mogu da se falsifikuju ne osporava činjenicu da postoje autentični odgovori na strah ili iznenađenje). Isto tako, gest nije generalno manje efikasan i u zavisnosti od situacije može biti i u prednosti, na primer u bučnom okruženju ili u situacijama gde je važno biti tih, kao na primer prilikom lova. Još neka osporavanja gestovne teorije su izneli istraživači na polju psiholingvistike, uključujući i Dejvida MekNila (David McNeill).

### Neuroni-ogledala i poreklo jezika
Ispitivanjima pomoću funkcionalne magnetne rezonance (fMRI) kod ljudi su pronađene zone koje odgovaraju sistemu neurona-ogledala kod majmuna u donjem frontalnom korteksu, blizu Brokine zone, jedne od jezičkih regija u mozgu. To je podstaklo mišljenje da se ljudski jezik razvio iz sistema izvođenja/razumevanja gestova koji je ugrađen u neurone-ogledala. Za neurone-ogledala se smatra da imaju potencijal da obezbede mehanizam za akciju-razumevanje, imitaciju-učenje i simulaciju drugih vrsta ljudskog ponašanja. Ovoj hipotezi idu u prilog neke citoarhitektonske homologije između premotornog korteksa F5 kod majmuna i Brokine zone kod ljudi. Brzina širenja rečnika se povezuje sa sposobnošću dece da vokalno reflektuju ne-reči i tako usvoje nove izgovore reči. Ovakva ponavljanja govora dešavaju se automatski, brzo i odvojeno u mozgu od percepcije govora. Štaviše, takva vokalna imitacija se može desiti bez razumevanja, kao kod senčenja govora (speech shadowing) i eholalije. Još jedan dokaz za ovu vezu dolazi od jedne skorašnje studije u kojoj je pomoću fMRI merena moždana aktivnost dva učesnika koji gestovima pokazuju reči jedan drugome u igri šarade - modalitetu za koji neki smatraju da bi mogao da bude evolutivni prethodnik jezika. Analiza podataka pomoću Grendžerovog testa kauzalnosti otkrila je da posmatračev sistem neurona-ogledala reflektuje šemu aktivnosti motornog sistema pošiljaoca, i tako ide u prilog ideji da se motorni koncept povezan sa rečima zaista prenosi iz jednog mozga na drugi pomoću sistema ogledala.
Međutim, ne slažu se svi lingvisti sa gorepomenutim argumentima. Konkretno, pristalice Noama Čomskog dovode u pitanje mogućnost da sistem neurona-ogledala igra bilo kakvu ulogu u hijerarhijskim rekurzivnim strukturama koje su od suštinske važnosti za sintaksu.

### Teorija "ostavljanja" bebe
Prema teoriji "ostavljanja" bebe, antropološkinje Din Falk (Dean Falk), glasovne interakcije između majki i beba hominida podstakle su sled događaja koji su na kraju doveli do prvih reči naših predaka. Osnovna ideja ove teorije je da ljudske majke tokom evolucije nisu mogle, za razliku od njihovih ekvivalenata kod drugih primata, da se kreću po šumi i love, noseći bebe okačene na leđima. S obzirom da je čovek izgubio krzno, novorođenčad nisu više imala za šta da se uhvate. Prema tome, majke su često morale da spuštaju svoje bebe da bi oslobodile ruke. Iz toga je proizišao zadatak majki da uvere te bebe da ih neće napustiti. Zbog toga su one razvile "majčinski jezik" - sistem komunikacije usmeren ka novorođenčadi, koji se koristi izrazima lica, govorom tela, dodirom, milovanjem, smehom, golicanjem i emocionalno ekspresivnim kontaktnim usklicima. Tvrdnja je da se jezik, na neki način, razvio iz svega ovoga.
U knjizi Mentalni i društveni život beba, psiholog Kenet Kej (Kenneth Kaye) kaže da nikakav upotrebljiv jezik odraslih nije mogao da se razvije bez interaktivne komunikacije između vrlo mlade dece i odraslih. "Nijedan simbolički sistem ne bi mogao da preživi od jedne generacije do sledeće, da ga mala deca ne usvajaju lako u uslovima svog normalnog društvenog života." 

### Теоrija gramatikalizacije
"Gramatikalizacija" je kontinuiran istorijski proces prilikom koga se samostalne reči razvijaju u gramatičke dodatke, pri čemu postaju specijalizovanije i još više gramatičke. S obzirom da početna "nepravilna" upotreba postaje prihvaćena, to dovodi do nepredviđenih posledica, izazivajući domino efekat i dugotrajni niz promena. Paradoksalno, gramatika evoluira jer, u krajnjoj analizi, ljudima je manje stalo do gramatičke lepote nego do toga da ih drugi razumeju. Ako je ovo način na koji gramatika danas evoluira, prema ovoj školi mišljenja, možemo legitimno zaključiti da su slični principi funkcionisali i kod naših dalekih predaka, kada se gramatika uspostavila.  
Da bismo rekonstruisali evolutivni prelaz sa prvobitnog jezika na jezike sa kompleksnim gramatikama, moramo da znamo koji hipotetički nizovi su verovatni, a koji ne. Da bi se saopštile apstraktne ideje, govornici prvo pribegavaju prepoznatljivim konkretnim slikama, vrlo često koristeći metafore koje imaju koren u zajedničkom telesnom iskustvu. Poznati primer je upotreba konkretnih termina "stomak" i "leđa" da bi se saopštila apstraktna značenja "unutra" i "iza". Ekvivalentno metaforična je i strategija predstavljanja vremenskih obrazaca na modelu prostornih. Gramatikalizacija je uvek jednosmerna - od konkretnog značenja ka apstraktnom.
Zastupnici teorije gramatikalizacije zamišljaju prvobitni jezik kao jednostavan, možda sastavljen samo od imenica. Čak i pod tom ekstremnom pretpostavkom, međutim, teško je zamisliti šta bi sprečilo ljude (govornike engleskog jezika, na primer) da upotrebe, na primer "spear" (koplje) kao glagol ("Spear that pig!" - Probodi tu svinju!) Ljudi su možda koristili imenice kao glagole ili glagole kao imenice kako su prilike nalagale. Ukratko, iako jezik sastavljen samo od imenica može izgledati teorijski moguć, teorija gramatikalizacije ukazuje da on nije mogao ostati dugo u tom stanju. 
Kreativnost pokreće gramatičke promene. To pretpostavlja određeni stav slušalaca. Umesto da kažnjavaju odstupanja od prihvaćene upotrebe, slušaoci moraju da daju prioritet maštovitom čitanju misli. Maštovita kreativnost - na primer, emitovanje uzbune za leoparda kada leopard nije prisutan - nije ona vrsta ponašanja koju bi, recimo, vervet majmuni cenili ili nagradili. Kreativnost i pouzdanost nisu kompatibilni zahtevi; za "makijavelističke" primate, kao i za životinje uopšte, glavni zahtev je demonstriranje pouzdanosti. Ako su ljudi oslobođeni ovih ograničenja, to je zato što su u našem slučaju slušaoci prvenstveno zainteresovani za mentalna stanja.
Fokusirati se na mentalna stanja znači prihvatiti fikciju kao potencijalno informativnu ili interesantnu. Uzmimo na primer korišćenje metafore. Metafora je, bukvalno, lažni iskaz. Pomislimo na Romeovu izjavu "Julija je sunce!". Julija je žena, a ne kugla plazme na nebu, ali ljudi nisu (ili bar ne obično) sitničari koji insistiraju na bukvalnoj činjeničnoj tačnosti. Oni žele da znaju na šta govornik misli. Gramatikalizacija je u osnovi zasnovana na metafori. Zabraniti njenu upotrebu značilo bi zaustaviti evoluciju gramatike i, prema tome, isključiti svaku mogućnost izražavanja apstraktne misli. 
Kritika svega ovoga je da iako teorija gramatikalizacije možda objašnjava jezičku promenu danas, ona ne objašnjava na zadovoljavajući način ono zaista teško pitanje - inicijalni prelazak sa primatske komunikacije na jezik kakav danas poznajemo. Umesto toga, ova teorija pretpostavlja da jezik već postoji. Kao što Bernd Heine i Tania Kuteva priznaju: "Gramatikalizacija zahteva jezički sistem koji se koristi redovno i često u zajednici govornika i prenosi sa jedne grupe govornika na drugu." Izvan zajednice modernih ljudi, ovi uslovi ne preovlađuju.

### Model evolucije-progresije
Ljudski jezik se koristi za samoizražavanje; međutim, izražavanje ima različite nivoe. Svest o sebi i osećanjima predstavlja nivo koji neposredno prethodi spoljašnjem, fonetskom izražavanju osećanja u obliku zvuka, tj. jeziku. Inteligentne životinje, kao što su delfini, evroazijske svrake i šimpanze, žive u zajednicama u kojima određuju sebi uloge u cilju grupnog preživljavanja i pokazuju emocije kao što je saosećanje. Kada te životinje vide svoj odraz (test ogledala), one prepoznaju sebe i pokazuju samosvest. Ljudi su se razvili u prilično drugačijem okruženju nego ove životinje. Ljudsko preživljavanje je postalo lakše sa razvojem oruđa, skloništa i vatre, olakšavajući pritom dalji napredak interakcije, samoizražavanja i pravljenja oruđa. Uvećavanje mozga je omogućilo napredno snabdevanje hranom, a oruđa i tehnološki napredak tokom paleolitskog doba izgrađen na prethodnim evolutivnim inovacijama kao što su bipedalizam i prilagodljivo korišćenje ruku omogućili su razvoj ljudskog jezika.

### Teorija samopripitomljenog čovekolikog majmuna
Prema studiji koja se bavila razlikama u pevanju između belorepe zebe i njenog pripitomljenog parnjaka (japanski galebić), divlje zebe koriste stereotipnu sekvencu pesme, dok domaće pevaju pesme koje nisu ukalupljene. Kod divljih zeba, sintaksa pesme je je podređena želji ženki - seksualna selekcija - i ostaje relativno nepromenjena. Međutim, kod domaće zebe, prirodna selekcija je zamenjena kontrolisanim razmnožavanjem, u ovom slučaju da bi se dobilo perje jarkih boja, i prema tome, oslobođenoj zahteva selekcije, sintaksa stereotipne pesme može slobodno da varira. Nju zamenjuje, kako se pretpostavlja za 1000 generacija, varijabilna i naučena sekvenca. Za divlje zebe se, pored toga, smatra da nisu sposobne da nauče sekvence pesama od drugih zeba.
Jedan od načina razmišljanja o ljudskoj evoluciji je da smo mi samopripitomljeni čovekoliki majmuni. Baš kao što je pripitomljavanje ublažilo selekciju za stereotipne pesme kod zeba - izbor partnera je zamenjen izborima estetskih osećaja uzgajivača ptica i njihovih mušterija - tako je možda naše kulturno pripitomljavanje ublažilo selekciju mnogih naših primatskih bihevioralnih crta, omogućujući da stari nervni putevi degradiraju i rekonfigurišu se. S obzirom na krajnje neodrediv način na koji se razvija mozak sisara - on se u osnovi konstruiše "odozdo nagore", pri čemu jedan skup neuronskih interakcija stvara uslove za sledeći niz interakcija - degradirani putevi će tražiti i nalaziti nove mogućnosti za sinaptička spajanja. Takve nasleđene de-diferencijacije moždanih puteva možda su doprinele funkcionalnoj kompleksnosti koja karakteriše ljudski jezik. I, kao što je pokazano na primeru zeba, takve de-diferencijacije se mogu javiti u veoma kratkim vremenskim okvirima.

## Govor i jezik u komunikaciji
Može se napraviti razlika između govora i jezika. Jezik nije obavezno govorni: on može biti pisani ili znakovni. Govor je jedan od više metoda za kodiranje i prenošenje jezičkih informacija, mada se smatra za najprirodniji. 
Neki naučnici vide jezik kao jedan inicijalno kognitivni razvojni proces, pri čemu njegova "eksternalizacija" ima komunikativnu svrhu i pojavljuje se u kasnijem stadijumu ljudske evolucije. Prema jednoj ovakvoj školi mišljenja, ključna karakteristika ljudskog jezika je rekurzija, (u ovom kontekstu, ponavljajuće umetanje fraza unutar drugih fraza). Drugi naučnici - na prvom mestu Danijel Everet - negiraju univerzalnost rekurzije, navodeći primere određenih jezika (npr. Piraha) koji navodno nemaju tu karakteristiku.
Neki smatraju da je sposobnost postavljanja pitanja ono po čemu se ljudski jezik razlikuje od ne-ljudskih sistema komunikacije.Neki primati u zatočeništvu (pre svega bonobo šimpanze i šimpanze), naučivši da koriste rudimentarne znakove u komunikaciji sa svojim ljudskim dreserima, pokazali su se sposobnim da tačno odgovaraju na složena pitanja i zahteve. Pa ipak, nisu uspeli da sami postave čak ni najjednostavnija pitanja. Nasuprot tome, ljudska deca su sposobna da postave prva pitanja (koristeći samo intonaciju) u razvojnom periodu brbljanja, mnogo pre nego što počnu da koriste sintaksičke konstrukcije. Iako bebe iz različitih kultura usvajaju različite maternje jezike od svog društvenog okruženja, svi jezici sveta bez izuzetka - tonalni, netonalni, intonacijski i akcentni - koriste sličnu uzlaznu "upitnu intonaciju" za da-ne pitanja.  Ova činjenica je čvrst dokaz za univerzalnost upitne intonacije. Generalno, prema nekim autorima, rečenična intonacija/visina je ključna u govornoj gramatici i predstavlja osnovnu informaciju koju deca koriste da bi naučila gramatiku bilo kog jezika.

## Kognitivni razvoj i jezik
Jedna od fascinantnih sposobnosti koju govornici jezika imaju je visok nivo referentnosti (li deikse), odnosno sposobnosti da upućuju na predmete ili stanja koja nisu u njihovom neposrednom okruženju. Ova sposobnost se često povezuje sa teorijom uma ili sa svesnošću drugoga kao bića koje je ličnost sa individualnim željama i namerama. Prema Čomskom, Hauzeru i Fiču (2002), postoji šest glavnih aspekata ovog razvijenog sistema referentnosti :
- Teorija uma
- Sposobnost usvajanja nejezičkih konceptualnih predstava, kao što je razlikovanje predmet/vrsta
- Referentni glasovni signali
- Imitacija kao racionalni, intencionalni sistem
- Voljno kontrolisanje proizvodnje signala kao dokaz intencionalne komunikacije
- Predstava brojeva[123]

### Teorija uma
Sajmon Baron-Koen (Simon Baron-Cohen) smatra da je teorija uma morala da prethodi upotrebi jezika, na osnovu dokaza o upotrebi sledećih karakteristika od pre 40.000 godina: intencionalne komunikacije, popravljanja neuspele komunikacije, podučavanja, intencionalnog ubeđivanja, intencionalnog obmanjivanja, pravljenja zajedničkih planova i ciljeva, intencionalnog deljenja pažnje ili teme i pretvaranja. Pored toga, Baron-Koen smatra da mnogi primati pokazuju neke od ovih sposobnosti, ali ne sve. Istraživanje šimpanzi, koje su sproveli Kol i Tomaselo, to podržava, u tome da pojedinačne šimpanze izgleda razumeju da druge šimpanze imaju svest, znanje i nameru, ali izgleda da ne razumeju lažna verovanja. Mnogi primati pokazuju neke tendencije ka teoriji uma, ali ne punoj kao što imaju ljudi. Konačno, postoji neki konsenzus u ovoj oblasti da je teorija uma neophodna za korišćenje jezika. Prema tome, razvoj pune teorije uma kod ljudi je neophodni prethodnik pune jezičke upotrebe.

### Predstava brojeva
U jednom istraživanju, pacovi i golubovi su morali da pritisnu dugme određen broj puta da bi dobili hranu. Ove životinje su pokazale vrlo precizno razlikovanje brojeva manjih od četiri, ali kako su se brojevi povećavali, rasla je učestalost grešaka. Macuzava (Matsuzawa) (1985) je pokušao da nauči šimpanze arapskim brojevima. Razlika između primata i ljudi u ovom smislu je bila veoma velika, s obzirom da je šimpanzama trebalo stotine pokušaja da nauče brojeve od 1 do 9, pri čemu im je za svaki broj bilo potrebno slično vreme; nasuprot tome, deca su, posle naučenog značenja 1, 2 i 3 (i ponekad 4), lako razumevala vrednost većih celih brojeva koristeći sukcesivnu funkciju (tj. 2 je za 1 veće od 1, 3 je za 1 veće od 2, 4 je za 1 veće od 3; kad stignu do 4, kod većine dece se javi efekat "eureka" i oni shvate da je vrednost bilo kog celog broja n za 1 veća od prethodnog). Jednostavno rečeno, drugi primati uče značenje brojeva jednog po jednog, slično njihovom pristupu drugim referentnim simbolima, dok deca prvo nauče arbitrarni spisak simbola (1, 2, 3, 4...), a onda kasnije nauče njihova tačna značenja. Ovi rezultati se mogu tumačiti kao dokaz za primenu "neograničenog generativnog svojstva" jezika u ljudskoj spoznaji brojeva.

## Jezičke strukture

### Leksičko-fonološki princip
Hockett (1966) navodi listu karakteristika koje se smatraju ključnim za opis ljudskog jezika. U domenu leksičko-fonološkog principa, dve karakteristike sa ove liste su najvažnije:
- Produktivnost: korisnici mogu konstruisati i razumeti potpuno nove poruke.
  - Nove poruke se slobodno konstruišu pomoću kombinovanja, izvođenja analogija ili transformisanja starih.
  - Novim ili starim elementima se dodeljuju novi semantički sadržaji pomoću okolnosti ili konteksta. To znači da u svakom jeziku konstantno nastaju novi idiomi.
- Dualnost (stvaranja obrazaca): veliki broj elemenata sa značenjem je sastavljen od malog broja elemenata koji nezavisno nemaju značenje, ali koji nose različite poruke.

Zvučni sistem jednog jezika je sastavljen od konačnog niza jednostavnih fonoloških elemenata. Prema specifičnim fonotaktičkim pravilima datog jezika, ti elementi se mogu kombinovati i ulančavati, iz čega nastaje morfologija i neograničeni leksikon. Ključna karakteristika jezika je to da jednostavan, konačan niz fonoloških elemenata dovodi do beskonačnog leksičkog sistema u kome pravila određuju oblik svakog elementa, a značenje je neodvojivo povezano sa oblikom. Fonološka sintaksa je, tako, jednostavna kombinacija prethodno postojećih fonoloških jedinica. U vezi sa tim je još jedna suštinska karakteristika ljudskog jezika: leksička sintaksa, u kojoj se postojeće jedinice kombinuju, dovodeći do semantički novih ili različitih leksičkih elemenata.
Poznato je da određeni elementi leksičko-fonološkog principa postoje i van ljudske vrste. Mada su svi (ili skoro svi) dokumentovani u nekom obliku u prirodi, malo njih se nalazi zajedno kod iste vrste. Pesma ptica, pevanje čovekolikih majmuna i pesme kitova imaju fonološku sintaksu, kombinujući elemente zvuka u veće strukture koje su očigledno lišene proširenog ili novog značenja. Neke druge vrste primata imaju jednostavne fonološke sisteme sa jedinicama koje upućuju na entitete u svetu. Međutim, za razliku od ljudskih sistema, jedinice kod ovih primata se obično javljaju u izolaciji, odajući time nedostatak leksičke sintakse. Postoje novi dokazi koji pokušavaju da dokažu da Kempbelovi majmuni takođe imaju leksičku sintaksu, jer kombinuju dva usklika (usklik uzbune zbog nailaska predatora uz zvuk eksplozije, što je kombinacija koja označava umanjenu opasnost), međutim još uvek je nejasno da li je ovo leksički ili morfološki fenomen.

### Pidžini i kreoli
Pidžini su znatno uprošćeni jezici sa osnovnom gramatikom i ograničenim rečnikom. U svojoj ranoj fazi, pidžini se uglavnom sastoje od imenica, glagola i prideva sa nekoliko članova ili bez njih, predloga, veznika i pomoćnih glagola. Često gramatika nema utvrđen red reči i reči nemaju fleksiju.
Ako se održava kontakt između grupa koje govore pidžin u dugim vremenskim periodima, pidžini mogu postati složeniji posle više generacija. Ako deca jedne generacije usvoje pidžin kao svoj maternji jezik, on onda postaje kreol, koji postaje utvrđen i usvaja složeniju gramatiku sa utvrđenom fonologijom, morfologijom i sintaksom. Sintaksa i morfologija jednog ovakvog jezika često mogu imati lokalne inovacije koje nisu izvedene ni iz jednog od jezika od kojih je taj kreolski jezik nastao.
Studije kreolskih jezika širom sveta su ukazale da oni pokazuju neobične sličnosti u gramatici i razvijaju se ujednačeno iz pidžina za jednu generaciju. Ove sličnosti su očigledne čak i kada kreoli nemaju nijedan zajednički jezik u svom poreklu. Isto tako, kreoli imaju sličnosti i uprkos tome što su nastali izolovano jedni od drugih. Među sintaksičkim sličnostima je i red reči subjekat-glagol-objekat (SVO). Čak i kada su se kreoli razvili iz jezika sa različitim redom reči, oni često razvijaju SVO red reči. Kreoli obično imaju sličnu upotrebu obrazaca za određene i neodređene članove i slična pravila fraznih struktura čak i kada jezici iz kojih su nastali to nemaju.

## Hronologija evolucije

### Komunikacija primata
Terenski primatolozi nam mogu pružiti korisne uvide u komunikaciju velikih čovekolikih majmuna u divljini. Važno otkriće je da ne-ljudski primati, uključujući i druge velike čovekolike majmune, proizvode usklike koji su stepenovani, nasuprot onim kategorijalno diferenciranim, pri čemu slušaoci nastoje da procene suptilne gradacije u odašiljačevim emocionalnim i telesnim stanjima. Ne-ljudskim čovekolikim majmunima je, po svemu sudeći, izuzetno teško da proizvedu vokalizacije u odsustvu emocionalnih stanja na koja se te vokalizacije odnose. U zatočeništvu, ne-ljudske čovekolike majmune su podučavali rudimentarnim oblicima znakovnog jezika ili su ih terali da koriste leksigrame - simbole koji grafički ne liče na reči na koje upućuju - na kompjuterskoj tastaturi. Neki majmuni, kao što je Kanzi, uspeli su da nauče i koriste stotine leksigrama. 
Brokina i Vernikeova zona u mozgu primata su odgovorne za kontrolu mišića lica, jezika, usta i larinksa, kao i za prepoznavanje zvukova. Poznato je da primati proizvode "glasovne signale" i te signale proizvode mreže u moždanom stablu i limbičkom sistemu.
U divljini je najviše proučavana komunikacija vervet majmuna. Poznato je da oni proizvode do deset različitih vokalizacija. Mnoge od tih vokalizacija koriste da bi upozorili druge članove grupe na približavanje predatora. Među njima se nalaze "signal za leoparda", "signal za zmiju" i "signal za orla". Svaki signal pokreće različitu odbrambenu strategiju kod majmuna koji ga čuju, i naučnici su uspeli da izazovu predvidive reakcije kod majmuna koristeći zvučnike i prethodno snimljene zvukove. Ostale vokalizacije se mogu koristiti za identifikaciju. Ako mladunče majmuna proizvede zvuk, njegova majka se okreće ka njemu, ali druge majke verveti se okreću ka majci tog mladunčeta da vide šta će ona uraditi. 
Slično ovome, istraživači su pokazali da šimpanze (u zatočeništvu) koriste različite "reči" koje upućuju na različite vrste hrane. Oni su snimili vokalizacije koje su šimpanze pravile upućujući, na primer, na grožđe, a onda su druge šimpanze pokazivale na slike grožđa kada čuju snimljeni zvuk. 

### Ardipithecus ramidus
Studija objavljena 2017. u časopisu Homo: Journal of Comparative Human Biology tvrdi da se kod A. ramidusa, hominina koji je živeo pre otprilike 4,5 miliona godina, primećuju prvi dokazi anatomske promene u rodu hominina koje ukazuju na povećanu glasovnu sposobnost. Ova studija je upoređivala lobanju A. ramidusa sa lobanjama 29 šimpanzi različitog uzrasta i otkrila da se u mnogim karakteristikama A. ramidus podudara sa mladuncima i mladim šimpanzama, za razliku od odraslih šimpanzi. Smatra se da je ta sličnost u obliku i dimenzijama sa lobanjama mladunaca i mladih šimpanzi rezultirala većom glasovnom sposobnošću. Ova tvrdnja je zasnovana na verovanju da su proporcije vokalnog trakta šimpanzi koje sprečavaju govor rezultat razvojnih faktora povezanih sa pubertetom - faktori koji nisu prisutni u ontogenezi A. ramidusa. Otkriveno je takođe da kod A. ramidusa postoji cervikalna lordoza u takvom stepenu da bolje provodi glasovne modulacije u poređenju sa šimpanzama, kao i takva konstrukcija baze lobanje koja ukazuje na povećanu glasovnu sposobnost.
Ono što je značajno u ovoj studiji je zapažanje da su promene u strukturi lobanje koje koreliraju sa smanjenom agresijom iste one promene koje su bile neophodne za evoluciju glasovne sposobnosti ranih hominina. Integrišući podatke o anatomskim korelacijama razmnožavanja i društvenih sistema primata sa studijama strukture vokalnog trakta koji omogućava produkciju govora, autori smatraju da do danas paleoantropolozi nisu uspeli da razumeju važnu vezu između društvene evolucije i jezičke sposobnosti ranih hominina.
Mada lobanja A. ramidusa, sudeći po ovim autorima, nema anatomske prepreke za govor koje su evidentne kod šimpanzi, nije jasno kakve su bile glasovne sposobnosti ovog ranog hominina. Mada sugerišu da je A. ramidus - na osnovu sličnih proporcija vokalnog trakta - možda imao glasovne sposobnosti jednake odojčetu modernog čoveka ili veoma malom detetu, oni priznaju da je to očigledno diskutabilna i spekulativna hipoteza. Međutim, pomenuti naučnici tvrde da su promene u strukturi lobanje putem procesa društvene selekcije bili neophodan preduslov za evoluciju jezika.

### PrvobitniHomo
Što se tiče artikulacije, postoji značajan broj spekulacija o jezičkim sposobnostima ranog Homoa (pre 2,5 do 8 miliona godina). U anatomskom smislu, neki naučnici veruju da bi osobina bipedalizma, koja se razvila kod australopitecina pre oko 3,5 miliona godina, donela promene u strukturi lobanje, omogućujući da vokalni trakt bude više u obliku slova L. Oblik trakta i larinks koji je pozicioniran relativno nisko u vratu neophodni su preduslovi za mnoge glasove koje ljudi proizvode, naročito vokale. Drugi naučnici veruju da, prema poziciji larinksa, čak ni Neandertalci nisu imali anatomiju koja je neophodna za produkciju svih glasova koje proizvode moderni ljudi.  Prvobitno se pretpostavljalo da se razlike u vokalnom traktu Homo sapiensa i Neandertalca mogu videti u fosilima, ali otkriće da je podjezična kost Neandertalca ista kao kod Homo sapiensa oslabilo je ove teorije. Prema jednom drugom gledištu, smatra se da je spuštanje larinksa irelevantno za razvoj govora.

### ArhajskiHomo sapiens
Stiven Miten (Steven Mithen) je predložio termin Hmmmmm za prelingvistički sistem komunikacije koji je koristio arhajski Homo, počev od Homo ergaster-a pa sve do visoke sofisticiranosti u srednjem pleistocenu sa Homo heidelbergensis-om i Homo neanderthalensis-om. Hmmmmm je akronim za holistički, manipulativni (iskazi su komande ili sugestije, a ne deskriptivni iskazi), multi-modalni (akustički kao i gestovni i facijalni), muzički i mimetički.

#### Homo heidelbergensis
Homo heidelbergensis je bio bliski rođak (verovatno migratorni prethodnik) Homo ergastera. Neki istraživači veruju da je ovo prvi hominin koji je proizvodio kontrolisane vokalizacije, najverovatnije oponašajući vokalizacije životinja, i da je od tog vremena Homo heidelbergensis razvio sofisticiraniju kulturu i verovatno neki rani oblik simboličkog jezika.

#### Homo neanderthalensis
Otkriće podjezične kosti (Neandertalca) Kebare 2, 1989. godine, ukazuje da su Neandertalci možda bili anatomski sposobni za proizvodnju glasova sličnih glasovima modernih ljudi.  Podjezični živac, koji prolazi kroz podjezični kanal, kontroliše pokrete jezika, što je možda omogućilo oglašavanje u cilju stvaranja lažnog utiska veličine (videti hipotezu lažnog utiska veličine, u tekstu dole) ili možda reflektuje govorne sposobnosti.     
Međutim, iako su Neandertalci anatomski možda bili sposobni za govor, Ričard G. Klajn (2004) sumnja da su oni imali u potpunosti moderan jezik. Te sumnje su u najvećoj meri zasnovane na nalazima fosila arhajskih ljudi i njihovih kamenih oruđa. Dva miliona godina posle pojave Homo habilisa, tehnologija kamenih oruđa hominina se vrlo malo promenila. Klajn, koji je sproveo obiman rad na drevnom kamenom oruđu, objašnjava da je sirovo kameno oruđe arhajskih ljudi nemoguće podeliti u kategorije na osnovu njihove funkcije, i navodi da su Neandertalci po svemu sudeći malo brinuli o finalnom estetskom obliku svojih alata. Klajn tvrdi da mozak Neandertalaca ne dostiže neophodan nivo složenosti za moderan govor, čak i ako je fizički aparat za govor bio dobro razvijen.  Pitanje kulturne i tehnološke sofisticiranosti Neandertalaca ostaje kontroverzno.
Na osnovu kompjuterskih simulacija korišćenih za procenu evolucije jezika, što je rezultiralo podelom na tri faze u evoluciji sintakse, za Neandertalce se smatra da su bili u fazi 2, što znači da su imali nešto bolje razvijen jezik od prajezika, ali ne toliko složen kao jezik modernih ljudi.

### Homo sapiens
Anatomski moderni ljudi počinju da se pojavljuju pre oko 200.000 godina, sudeći prema fosilnim ostacima pronađenim u Etiopiji. Iako još uvek traju debate oko toga da li je bihevioralni modernitet nastao u Africi u otprilike isto vreme, sve veći broj arheologa danas se poziva na upotrebu pigmenata crvenog okera u južnoj Africi u srednjem kamenom dobu - kao, na primer, u pećini Blombos - kao dokaz da su moderna anatomija i ponašanje evoluirali zajedno. Ovi arheolozi kategorično tvrde da, ako su moderni ljudi u ovoj ranoj fazi koristili pigmente crvenog okera u ritualne i simboličke svrhe, onda su oni verovatno imali i simbolički jezik 
Prema novoj hipotezi o jedinstvenom poreklu iz Afrike od pre 60.000 - 50.000 godina, grupa ljudi je napustila Afriku i počela sa migracijama, da bi na kraju naselila ceo svet, noseći sa sobom jezik i simboličku kulturu.

### Spušteni larinks
Larinks ili grkljan je organ u grlu u kome se nalaze glasne žice, koje su odgovorne za fonaciju. Kod ljudi, larinks je spušten. Naša vrsta nije jedinstvena u tom pogledu: guske, psi, svinje i tamarini privremeno spuštaju larinks da bi emitovali glasne krike. Nekoliko vrsta vrsta jelena ima trajno spušteni larinks, koji se možda još više spušta kod mužjaka tokom njihove rike. Lavovi, jaguari, gepardi i domaće mačke takođe to čine. Međutim, spuštanje larinksa kod svih vrsta osim kod ljudi (prema Filipu Libermanu) nije propraćeno spuštanjem podjezične kosti; stoga jezik ostaje u horizontalnom položaju u usnoj šupljini, onemogućavajući mu da funkcioniše kao faringalni artikulator.
Uprkos svemu tome, naučnici ostaju podeljeni oko toga koliko je ljudski vokalni trakt zaista "poseban". Pokazano je da se larinks spušta do određene mere tokom razvoja kod šimpanzi, što je praćeno spuštanjem podjezične kosti. Filip Libman ističe da se samo kod ljudi desilo permanentno i značajno spuštanje larinksa povezano sa spuštanjem podjezične kosti, što je rezultiralo zakrivljenim jezikom i vokalnim traktom sa dva kanala u proporciji 1:1. Jedino kod ljudi jednostavan kontakt između epiglotisa i mekog nepca nije više moguć, za razliku od uobičajene odvojenosti respiratornog i digestivnog trakta kod sisara tokom gutanja. S obzirom da to ima značajne negativne posledice - uvećavajući rizik od gušenja tokom gutanja hrane - postavlja se pitanje kakve su to prednosti mogle da odnesu prevagu nad ovim negativnim posledicama. Očigledna korist mora da je - kako se tvrdi - bio govor. Ali ta ideja se žustro osporava. Jedan od prigovora je taj da ljudima u stvari ne preti ozbiljna opasnost od gušenja hranom: medicinske statistike ukazuju da su takvi slučajevi ektremno retki. Drugi prigovor je da se, prema viđenju većine naučnika, govor kakav poznajemo pojavio relativno kasno tokom ljudske evolucije, otprilike negde zajedno sa pojavom Homo sapiensa. Takav kompleksan razvoj kao što je rekonfiguracija ljudskog vokalnog trakta zahtevao bi mnogo više vremena, podrazumevajući rano vreme nastanka. Ova neusaglašenost oko vremena nastanka podriva ideju da je fleksibilnost ljudskog glasa inicijalno pokrenuta zahtevima selekcije za govorom i prema tome nije isključeno da je govor bio izabran zbog npr. sposobnosti pevanja.

#### Hipoteza stvaranja lažnog utiska veličine
Spuštanje larinksa znači produživanje vokalnog trakta, čime se spuštaju frekvencije formanata tako da glas zvuči dublje - stvarajući pritom utisak da je jedinka veća nego što jeste. Džon Ohala (John Ohala, 2000) smatra da je funkcija spuštenog larinksa kod ljudi, naročito kod muškaraca, verovatno pre potreba za pojačavanjem pretnje nego za samim govorom. Ohala ističe da ako bi spušteni larinks bio adaptacija za govor, očekivali bismo da odrasli muškarci budu bolje adaptirani u tom pogledu od odraslih žena, čiji je larinks znatno manje spušten. Međutim, žene redovno nadmašuju muškarce u verbalnim testovima, pobijajući na taj način takvo rezonovanje. Tekumse Fič (W. Tecumseh Fitch) takođe smatra da je ovo bila prvobitna selektivna prednost laringalnog spuštanja kod naše vrste. Iako (prema Fiču) početno spuštanje larinksa kod ljudi nema veze sa govorom, povećan opseg mogućih obrazaca formanata je naknadno bio preuzet za govor. Stvaranje lažnog utiska veličine ostaje jedina funkcija ekstremnog spuštanja larinksa kod jelena. Kompatibilno sa hipotezom lažnog utiska veličine, drugo spuštanje larinksa kod ljudi dešava se u pubertetu, mada samo kod muškaraca. Kao odgovor na prigovor da je larinks spušten kod žena, Fič navodi da bi majke koje štite svoje bebe takođe imale koristi od ove sposobnosti.

### Fonemska raznolikost
Godine 2011, Kventin Atkinson je objavio pregled fonema 500 različitih jezika, kao i jezičkih porodica, i uporedio njihovu fonemsku raznolikost prema regionu, broju govornika i udaljenosti od Afrike. Ovaj pregled je otkrio da afrički jezici imaju najveći broj fonema, a Okeanija i Južna Amerika najmanji. Pošto je uzeo u obzir broj govornika, uporedio je fonemsku raznolikost sa preko 2000 mogućih mesta porekla. Atkinsonov model koji se "najbolje uklapa" je taj da je jezik nastao u centralnoj i južnoj Africi pre 80.000 do 160.000 godina. Ovo prethodi hipotetičkoj migraciji duž južne obale Arabije, Indije, jugoistočne Azije i Australije. To bi takođe značilo da se nastanak jezika desio u isto vreme kad i nastanak simboličke kulture.

## Istorijat

### U religiji i mitologiji
Traganje za poreklom jezika ima dugu istoriju ukorenjenu u mitologiji. Većina mitologija ne pripisuje ljudima zasluge za izum jezika, već govori o božanskom jeziku koji prethodi ljudskom. Mistični jezici koji su se koristili za komunikaciju sa životinjama ili duhovima, kao što je jezik ptica, takođe su uobičajeni i bili su predmet posebnog interesovanja tokom renesanse.
Vak je hinduistička boginja govora ili "personifikacija govora". Kao "sveti iskaz" Bramana, ona ima kosmološku ulogu "Majke Veda".
Astečka priča kaže da su samo jedan čovek, Koškoš (Coxcox), i jedna žena, Šoćikecal (Xochiquetzal), preživeli poplavu, tako što su plutali na komadu kore drveta. Zatim su, po dolasku goluba, dobili moć govora, ali su dobili različite jezike tako da nisu mogli međusobno da se razumeju.
U Starom zavetu, u Knjizi postanja (11), kaže se da je Bog sprečio da se završi Vavilonska kula pomoću čuda koje je učinilo da njeni graditelji počnu da govore različite jezike. Posle toga, oni su migrirali u druge regione i grupisali se prema tome koji su od novostvorenih jezika govorili, objašnjavajući time poreklo jezika i nacija izvan Plodnog polumeseca.

### Istorijski eksperimenti
Istorija sadrži veliki broj anegdota o ljudima koji su pokušali da otkriju poreklo jezika pomoću eksperimenta. Prvu takvu priču je ispričao Herodot (Istorija 2.2). On kaže da je faraon Psametih (verovatno Psametih I, iz 7. veka p. n. e.) dao jednom pastiru da odgaji dvoje dece, uz instrukcije da niko ne sme da razgovara sa njima dok ne progovore prvu reč, kako bi se videlo na kom će jeziku u tom slučaju progovoriti. Kada je jedno od dece progovorilo "bekos" pružajući ruke, pastir je zaključio da je ta reč na frigijskom, jer ona na tom jeziku znači "hleb". Iz toga je Psametih zaključio da je prvi jezik bio frigijski. Za kralja Džejmsa V od Škotske se tvrdi da je pokušao sličan eksperiment; njegova deca su navodno progovorila hebrejski.
Srednjovekovni monarsi Fridrih II i Akbar Veliki su takođe pokušali da sprovedu slične eksperimente. Deca u ovim eksperimentima nisu progovorila.

### Istorijat istraživanja
Moderna lingvistika nije počela pre kraja 18. veka, a romantičarske ili animističke teorije Johana Gotfrida Herdera i Johana Kristofa Adelunga ostale su uticajne sve do poodmaklog XIX veka. Pitanju porekla jezika se izgleda nije moglo pristupiti na metodičan način, i 1866, Parisko lingvističko društvo je zabranilo svaku raspravu o poreklu jezika, smatrajući to problemom koji nema odgovor. Sistematski pristup istorijskih lingvista počeo je da se razvija u XIX veku, dostigavši svoju kulminaciju u mladogramatičarskoj školi Karla Brugmana i drugih.
Međutim, naučni interes za pitanje porekla jezika je tek postepeno obnovljen počev od 50-tih godina XX veka (a i tada je bio kontroverzan) sa idejama univerzalne gramatike, masovne komparacije i glotohronologije.

## Spoljašnje veze
- Kako je nastao jezik (članak na iSerbia)
- Svante Pabo - DNK tragovi do našeg unutrašnjeg neandertalca
- Kako je nastao jezik? (članak na sajtu Srpski jezički atelje)
- Ethnologue: Laguages of the World (katalog svih poznatih svetskih jezika)